# Louis Lemasson
Pour les articles homonymes, voir Lemasson.
Louis Lemasson est un footballeur français né le 22 février 1929 à La Vergne (Charente-Inférieure) et mort le 16 décembre 2001 à Sedan. Il a joué comme arrière latéral à Sedan.
Il a disputé un total de 224 matchs en Division 1 avec Sedan.

## Carrière de joueur
- 1955-1964 :  UA Sedan-Torcy[3]

## Palmarès
- Vainqueur de la Coupe de France en 1961 avec l'UA Sedan-Torcy
- Finaliste de la Coupe Charles Drago en 1963 avec l'UA Sedan-Torcy